# 349 до н. е.

## Події
- Олінфська війна[d], Стагіра зруйнована македонським царем Філіппом ІІ.

## Померли
- Аппій Клавдій Красс Інрегілленс — давньоримський політик та військовий діяч
- Левкон I — боспорський цар; можливо, помер у наступному році